# Lorenz Caffier
Pour les articles homonymes, voir Caffier.
Lorenz Caffier, né le 24 décembre 1954 à Dresde, est un homme politique allemand qui appartient à l'Union chrétienne-démocrate d'Allemagne (CDU). Il est ministre de l'Intérieur de Mecklembourg-Poméranie-Occidentale entre 2006 et 2020.

## Éléments personnels

### Vie professionnelle
Après avoir obtenu son Abitur dans l'enseignement professionnel, il effectue son service militaire dans l'Armée populaire nationale (NVA) de République démocratique allemande (RDA). À partir de 1976, il suit pendant quatre ans des études d'ingénieur à Berlin-Est.
En 1980, il devient ingénieur au service client du combinat Fortschrit Landmaschinen à Neubrandenbourg. Au bout de trois ans, il est engagé comme chef technicien à la ferme collective (LPG) de Lichtenberg, qu'il dirige entre 1989 et 1990.

### Vie privée
Il est marié à Babette Caffier, père de quatre enfants et protestant.

## Activités politiques

### Au sein de la CDU
Il adhère à l'Union chrétienne-démocrate d'Allemagne de l'Est (CDU/DDR) en 1979, puis à l'Union chrétienne-démocrate d'Allemagne (CDU) quand les deux fusionnent en 1990.
Cette même année, il en est élu président dans l'arrondissement de Mecklembourg-Strelitz. En 1993, il est désigné trésorier régional du parti dans le Mecklembourg-Poméranie-Occidentale. Douze ans plus tard, il devient secrétaire général et renonce à ses fonctions locales.
Lorenz Caffier est porté à la présidence de la CDU du Mecklembourg-Poméranie-Occidentale, poste auquel il succède à Jürgen Seidel, le 21 novembre 2009.

### Député national puis régional
En 1990, il est élu député à la Chambre du peuple de la République démocratique allemande (RDA) lors des premières et uniques élections libres, puis entre au Landtag de Mecklembourg-Poméranie-Occidentale. Durant les seize années qui suivent, il occupe les postes de coordinateur parlementaire et porte-parole du groupe régional de la CDU pour la politique sportive.

### Ministre régional de l'Intérieur
À la suite des élections régionales du 17 septembre 2006, le ministre-président social-démocrate Harald Ringstorff forme une grande coalition dans laquelle Lorenz Caffier devient ministre de l'Intérieur à partir du 7 novembre. À ce poste, il a notamment été chargé d'assurer la sécurité du 33e sommet du G8 à Heiligendamm et se trouve être responsable de l'importante réforme administrative en cours dans le Mecklembourg-Poméranie-Occidentale, à laquelle son parti s'était opposé lors de la campagne électorale de 2006.
Chef de file de la CDU pour les élections législatives régionales du 4 septembre 2011, il connaît un recul de plus de cinq points, avec 23,1 % des voix, et se fait distancer par le SPD, qui récolte 35,7 % des suffrages. Aux élections législatives régionales du 4 septembre 2016, les chrétiens-démocrates reculent à 19,1 % et les sociaux-démocrates à 30,7 %. Disposant encore de la majorité absolue au Landtag, la grande coalition est reconduite pour la seconde fois.